# 狭义相对论入门
狭义相对论是物理学中讨论时间与空间的一门学科。它由阿尔伯特·爱因斯坦在洛伦兹等人的工作基础上，于1905年提出。它的提出基于两个假設：相对性原理与光速不变原理。

## 假設
相对性原理指所有物理学定律在惯性系中都有相同的表达形式。
光速不变原理指在所有惯性系中，真空中的光速c具有相同的值，不論觀察者或光源的速度。電磁學的馬克士威方程組可以證明這個假設。此假設亦符合第一個假設。如果光速不是常數，便違反了相对性原理。

## 結果
- 速度的上限是c
- 時間膨脹: {\displaystyle \ t={\frac {t_{0}}{\sqrt {1-({\frac {v}{c}})^{2}}}}}
- 質能等價: {\displaystyle E^{2}=m^{2}c^{4}+p^{2}c^{2}}, {\displaystyle p}为动量。若物体静止，则有 {\displaystyle E=mc^{2}}

## 應用
- GPS
- 粒子加速器

## 资料来源
1. ↑  "On the Electrodynamics of Moving Bodies".（fourmilab.ch web site）: Translation from the German article （页面存档备份，存于）: "Zur Elektrodynamik bewegter Körper", Annalen der Physik. 17:891-921.（June 30, 1905）
2. ↑  物理学概论（2007），王晓鸥主编，同济大学出版社，第205页。（ISBN：978-7-5608-3433-7）